# Jack Kirby
Jacob Kurtzberg (Manhattan, Nueva York, 28 de agosto de 1917-Thousand Oaks, California, 6 de febrero de 1994), más conocido como Jack Kirby, fue un dibujante, escritor y editor de cómics estadounidense, ampliamente considerado uno de los principales innovadores del medio y uno de sus creadores más prolíficos e influyentes. Se crio en Nueva York y aprendió a dibujar personajes de dibujos animados copiando tiras cómicas y viñetas de periódicos. En los años treinta se incorporó a la recién nacida industria de los cómics, dibujando varios personajes de cómic. En 1940, junto con el escritor y editor Joe Simon creó al Capitán América, personaje superhéroe de gran éxito, para Timely Comics, precursora de Marvel Comics. Durante la década de los cuarenta, Kirby formó equipo con Simon, creando numerosos personajes para esa compañía y para National Comics Publications, que más tarde se convertiría en DC Comics.
Después de servir en el frente europeo, en la Segunda Guerra Mundial, Kirby produjo trabajos para DC Comics, Harvey Comics, Hillman Periodicals y otros editores. Creó durante la década de 1960 gran parte de los personajes más importantes de Marvel Comics, tales como Los 4 Fantásticos, Thor, Los Vengadores y los X-Men, propulsando el renacimiento del género durante la denominada edad de plata de los cómics.

## Biografía
Jack Kirby nació como Jacob Kurtzberg el 28 de agosto de 1917, en 147 Essex Street en el Lower East Side, barrio de inmigrantes y clase obrera del sudeste de Manhattan en la ciudad de Nueva York, donde se crio. Sus padres, Rose (Bernstein) y Benjamin Kurtzberg eran inmigrantes judíos austríacos, y su padre se ganaba la vida como trabajador de una fábrica de ropa.
Se incorporó a la recién nacida industria de los cómics en los años treinta, trabajando como dibujante en prensa y estudios de animación. Trabajó como ayudante de animación para los dibujos de Popeye el marino en el estudio de Max Fleischer. Más tarde conoció a Joe Simon cuando ambos trabajaron en Fox Comics, y le siguió hasta Timely hoy conocido como Marvel Comics. Con el boom superheroico creado con la aparición de Superman en 1938, Kirby empezó a trabajar en un género cada vez más orientado a la lucha contra el nazismo, creando junto a Joe Simon al Capitán América en 1940.

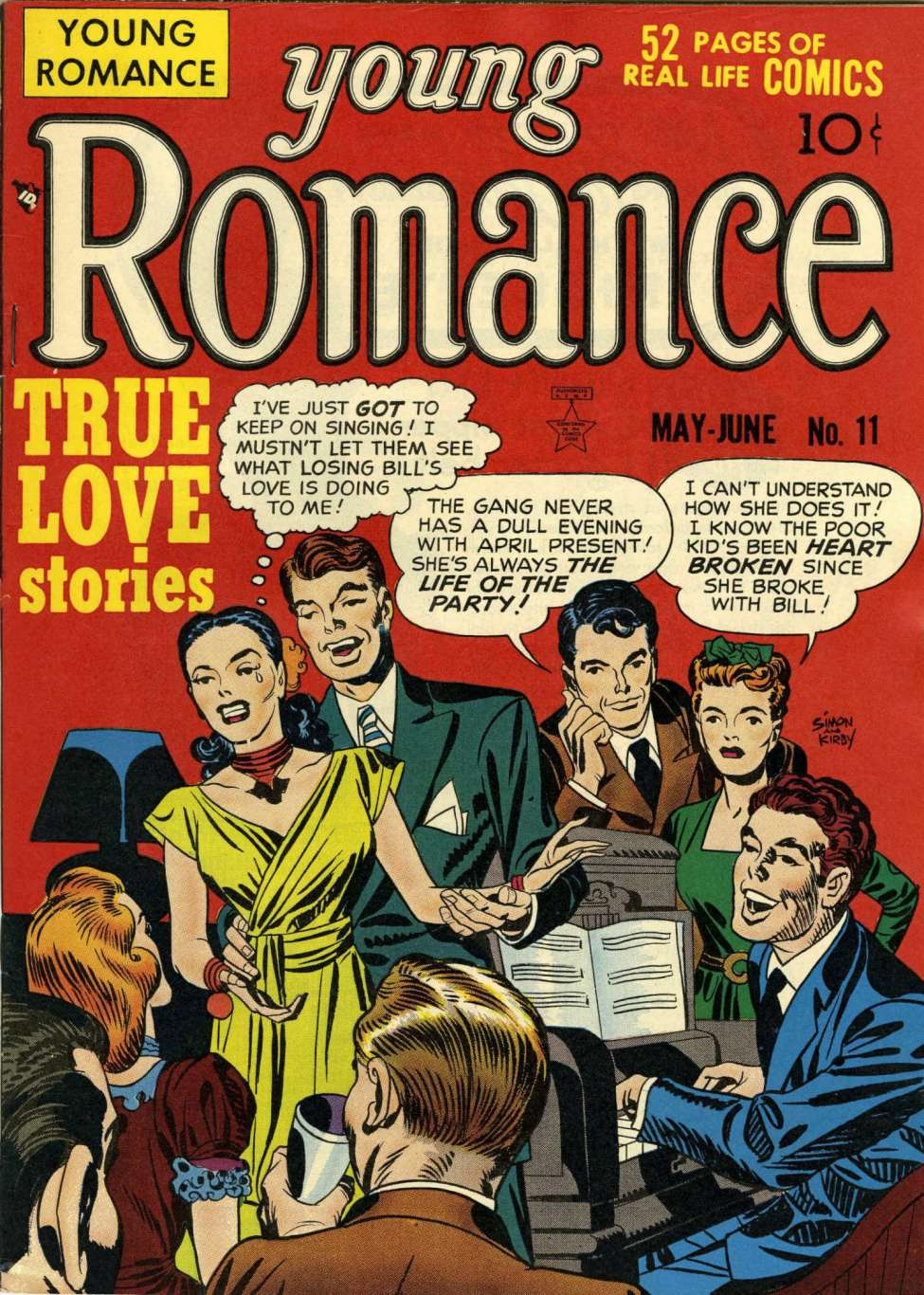
Portada de Young Romance n.º 11 de 1949.

Tras volver de la Segunda Guerra Mundial, Kirby cultivó todo tipo de géneros como la serie negra, historietas infantiles, románticas, ciencia ficción (Challengers of the Unknown, Sky Masters), de monstruos y westerns. Todo eso cambió en 1961, cuando siguiendo la estela de la Liga de la Justicia de DC Comics, la editorial Marvel Comics decide crear un nuevo grupo de superhéroes, y se lo encargan a Stan Lee y a Jack Kirby.
El primer número de los 4 Fantásticos apareció en noviembre de 1961, y la humanidad de los personajes, sumada a la combinación de elementos de otros géneros mucho más comerciales de la época, catapultó a la serie en las listas de ventas. Tras el éxito de Los 4 Fantásticos, Lee y Kirby empezaron a colaborar juntos en la creación de más y más series para Marvel, hasta que en 1970 Kirby deja la editorial para trabajar con sus propios guiones en DC Comics.
La etapa más personal de Kirby es probablemente la de DC Comics, donde crea series como Kamandi: el último chico de la tierra o El Cuarto Mundo. En esta última, Kirby pretende en cierta medida continuar su trabajo en Los 4 Fantásticos o Thor, series en las que había intentado reflexionar sobre la mitología y la divinidad. Según sus propias palabras, con el Cuarto Mundo intentó crear una «mitología estadounidense».[cita requerida]
Cuando en 1975 vuelve a Marvel, Kirby crea los Eternos, inspirándose en parte en las teorías de Erich von Däniken y en los Nuevos Dioses de DC. En 1978 Kirby empieza a dedicarse a los dibujos animados, y sus trabajos en la historieta serán cada vez más esporádicos y de menor éxito. En 1993 hace para Topps Comics la saga de La Ciudad Secreta, dejando inacabada con su muerte en 1994 una adaptación de la Biblia a la historieta.[cita requerida] No sobreviviría para ver sus obras adaptadas a la pantalla grande desde X-Men hasta Avengers: Endgame.

## Estilo
A pesar de la admiración unánime de que goza entre aficionados y profesionales, su estilo puede resultar tosco para el neófito.
Uno de los estilemas más característicos de la obra de Jack Kirby son los denominados Kirby Dots o Kirby Krackle, unos puntos negros de distinto grosor que dibujaba alrededor de personajes y objetos para transmitir la idea de energía y poder.

## Premios y reconocimientos
Jack Kirby recibió un gran reconocimiento por su gran trabajo a lo largo de su carrera, incluyendo el Alley Award de 1967 al mejor artista del lápiz. Al año siguiente fue subcampeón detrás de Jim Steranko.Otros de sus Alley Award fueron:
- 1963: Cuentos Favoritos - «La Antorcha Humana se reúne con el Capitán América», por Stan Lee y Jack Kirby, Strange Tales #114.
- 1964: La mejor novela - «El Capitán América se une a los Vengadores» de Stan Lee y Jack Kirby, de Los Vengadores #4.
- 1965: Mejor Historia Corta - «El origen del Cráneo Rojo», por Stan Lee y Jack Kirby, Tales of Suspense #66.
- 1966: Mejor trabajo profesional, regular cortometraje - «Relatos de Asgard» por Stan Lee y Jack Kirby, en The Mighty Thor.
- 1967: Mejor trabajo profesional, regular cortometraje - (empate) «Relatos de Asgard» y «Relatos de los Inhumanos», tanto por Stan Lee y Jack Kirby, en The Mighty Thor.
- Mejor Labor Profesional, Mejor cortometraje regular - «Relatos de los Inhumanos», por Stan Lee y Jack Kirby, en The Mighty Thor.
- 1968: Mejor Labor Profesional, Mejor cortometraje regular - «Relatos de los Inhumanos», por Stan Lee y Jack Kirby, en The Mighty Thor
- Mejor trabajo profesional, Salón de la Fama - Los Cuatro Fantásticos, Stan Lee y Jack Kirby, Nick Furia, agente de SHIELD, por Jim Steranko.
- Su trabajo fue reconocido póstumamente en 1998: La colección de sus materiales nuevos dioses, nuevos dioses de Jack Kirby, editado por Bob Kahan, ganó el premio Harvey al Mejor Proyecto de Reimpresión Doméstica, y el Premio Eisner al Mejor Archivo de Colección / Proyecto.